# Istanbul
Istanbul of Istanboel (uitspraak [ˈistɑnbul], Turks: İstanbul, uitspraak [isˈtɑmbul]) is een stad in het Europese en Aziatische deel van Turkije en was de hoofdstad van het Ottomaanse Rijk. Daarvoor was het onder de naam Constantinopel hoofdstad van het Byzantijnse Rijk. De stad is oorspronkelijk in 667 v.Chr. gesticht door Griekse kolonisten en werd door hen Byzantion (Latijn: Byzantium) genoemd.
De stad bestaat uit 27 districten, die tezamen de hoofdstad van de gelijknamige provincie vormen. Met 16 miljoen inwoners is Istanbul de 2e metropool van Europa en de 26e metropool van de wereld.

## Naam
Voor de herkomst van de Turkse naam İstanbul worden verschillende verklaringen gegeven. Hij zou van het Griekse Κωνσταντινουπολις (Konstantinoupolis) zijn afgeleid. Een andere verklaring is dat het van het Griekse εἰς τὴν Πόλιν (Oudgrieks eis tèn polin; Middelgrieks is tin polin) ('naar de stad') is afgeleid; in het vroegere Byzantijnse Rijk werd de hoofdstad Constantinopel vaak informeel aangeduid als "de Stad". In het Latijn heette de stad Constantinopolis, in formeel Turks: قسطنطينيه (Konstantiniyye), in veel Slavische talen sprak men van Tsargrad. In de Vikingtijd werd Istanbul Miklagard (de grote stad) genoemd.
In Turkse folklore bestaat het populaire bijgeloof dat de naam Istanbul zou zijn afgeleid van İslam Bol ('Veel islam') of İslam Bul ('Vind de islam'). Deze volksetymologische naamsverklaringen waren met name in trek tijdens de regeerperiode van sultan Mustafa III, toen men de naam İstanbul verving door İslambol in officiële documenten.
De naam wordt in het Turks uitgesproken met de klemtoon op de tweede lettergreep. In het Nederlands is de klemtoon op de eerste lettergreep veel gebruikelijker. Tot in de 20e eeuw luidde de Nederlandse variant van de in het Arabisch alfabet geschreven Turkse naam Stamboel. De naam Stamboel raakte in onbruik na de invoering van het Latijns alfabet in Turkije in 1928 onder invloed van de nieuwe Turkse spelling İstanbul. Hetzelfde verschijnsel deed zich ook in andere talen voor, zoals in het Engels (Istanbul) en Frans (Istanboul) waar de vorm Stamboul verdween.

### Spelling in het Nederlands
Zowel de spellingvariant 'Istanbul' als 'Istanboel' zijn volgens de Nederlandse Taalunie correct. Hoewel in het Turks een punt op de hoofdletter 'I' staat, wordt deze in het Nederlands niet weergegeven. In het Turks is de correcte spelling met punt, omdat deze taal een extra letter kent, de I/ı (zonder punt), waarvan de uitspraak (zoals de i in het Engelse sir) verschilt van die van de letter İ/i (met punt). De Taalunie raadt aan in het Nederlands geen punt op de hoofdletter in Istanbul te schrijven. Het Nederlands kent deze lettervariant immers niet.
Heel af en toe treft men de oude naam Constantinopel nog aan. In bepaalde talen, zoals het Grieks, is dit nog steeds de meest gebruikte naam.

## Geschiedenis

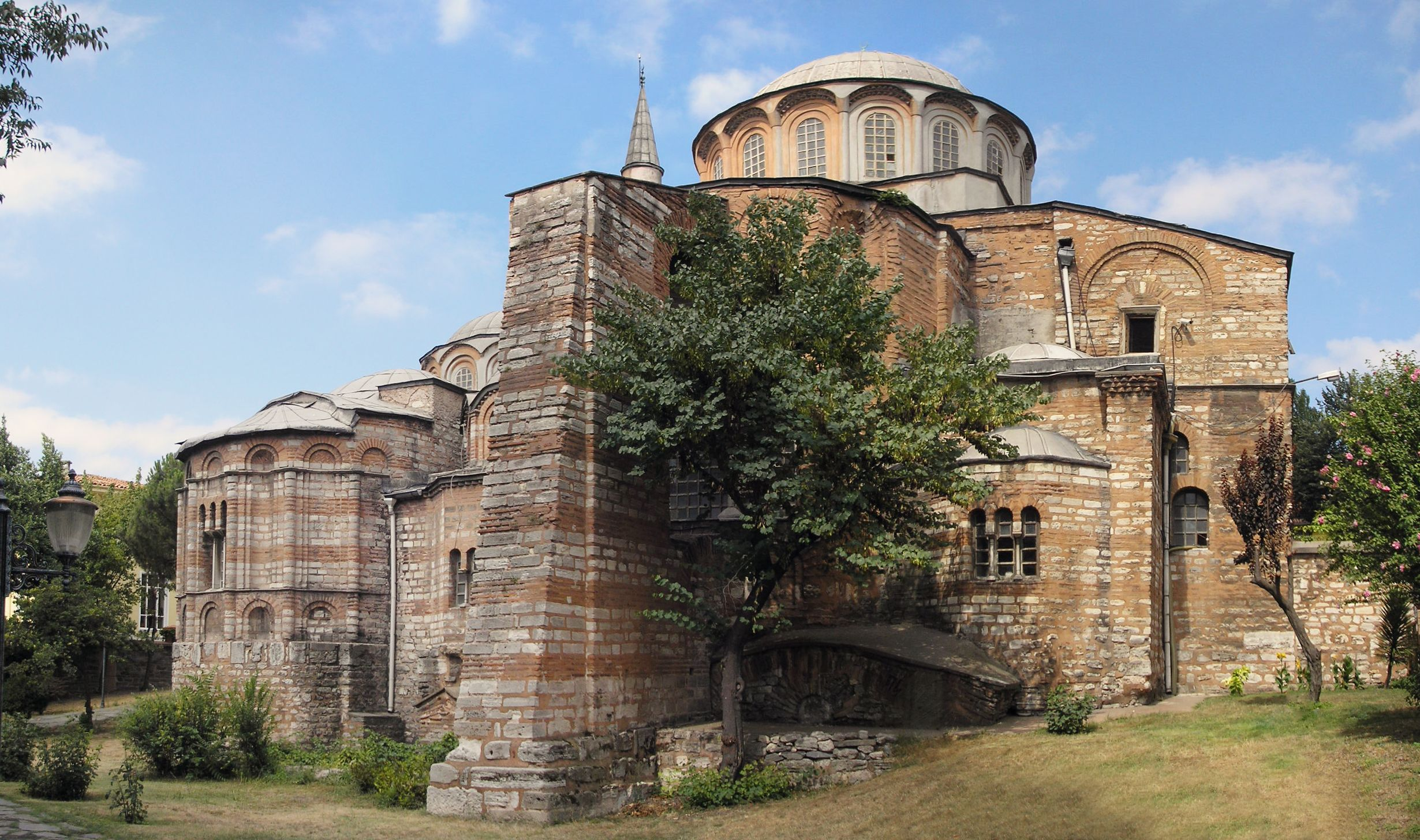
De Chorakerk is een van de vele nog bestaande Byzantijnse bouwwerken

### Oudheid
Byzantium was een oorspronkelijk Griekse stad, gesticht door kolonisten uit Megara in 667 voor Christus. Volgens de legende noemden zij de stad Byzantion naar hun koning Byzas. Byzantium is de gelatiniseerde versie van deze naam. Lange tijd was Byzantium een welvarende Griekse stadstaat totdat ze door de Macedoniërs werd veroverd. Toen Macedonië enkele eeuwen later werd verslagen door de Romeinen werd ze een belangrijke stad in het Romeinse Rijk.
De stad stelde zich aan de zijde van Pescennius Niger in diens strijd om de Romeinse keizerstroon, en werd van 193-195 belegerd door diens rivaal Septimius Severus. De stad werd ernstig beschadigd in deze belegering, maar Septimius Severus, nu keizer, herbouwde de stad en zij herwon snel haar vroegere welvaart.

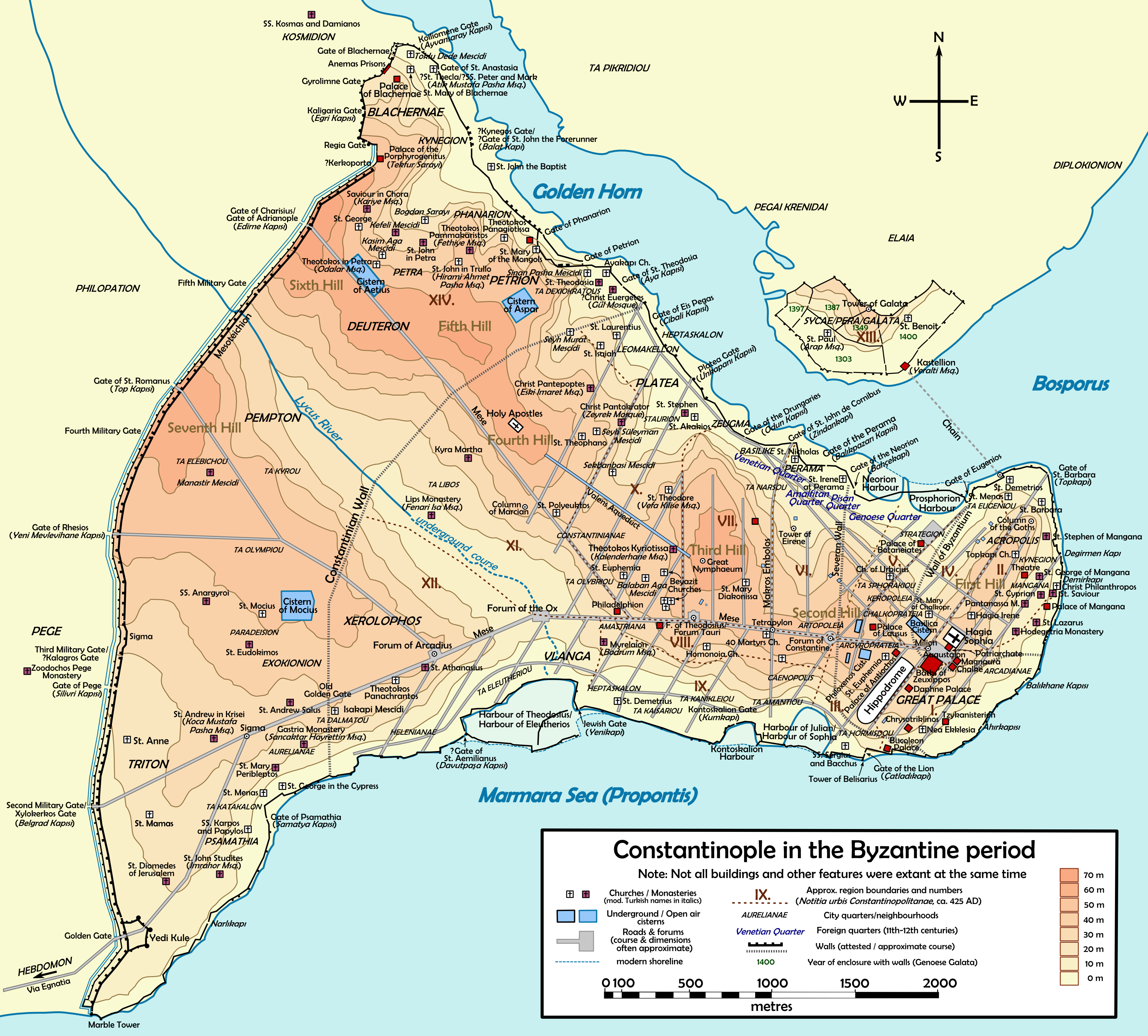
Kaart van het oude Constantinopel en zijn muren

### Opkomst en val van Constantinopel
Keizer Constantijn de Grote, die de hoofdstad van het Romeinse Rijk naar het belangrijkere Oosten van het rijk wilde verplaatsen, werd door de geschikte locatie van de stad aangetrokken. Naar werd beweerd, werd de locatie voor de nieuwe hoofdstad van het Romeinse Rijk aangewezen in een profetische droom van Constantijn. Byzantium was inderdaad een zeer gunstige locatie: aan drie kanten omringd door water en dus relatief gemakkelijk te verdedigen, ze beheerste de strategische Bosporus en veel handelsroutes tussen Europa en Azië kwamen hier samen. De belangrijkste Romeinse rijksinstellingen, zoals onder andere administratie en belastingheffing, werden overgeplaatst naar Byzantium en door alle gerelateerde organisaties die meekwamen groeide de stad explosief. In 330 werd Byzantium officieel herdoopt als Nova Roma (Latijn voor 'Nieuw Rome'), maar de stad werd al snel beter bekend onder de naam Konstantinoupolis (Grieks voor stad van Constantijn, in het Nederlands Constantinopel). Constantinopel werd de nieuwe hoofdstad van het Rijk, hoewel de vorige, Rome, een tijdje haar politieke en economische privileges behield maar wel geleidelijk in betekenis afnam nadat de politieke en economische elite naar Constantinopel verhuisd was. De groei van de bevolking werd enorm gestimuleerd door het gratis uitdelen van brood vanaf 332, zoals in Rome.
Constantinopel was eerst 65 jaar lang de hoofdstad van het Romeinse Rijk en vanaf 395, bij de dood van Theodosius I, toen het westelijke deel van het Rijk definitief afgescheiden was, die van het oostelijke deel, dat later het Byzantijnse Rijk zou worden genoemd. Constantinopel werd voortdurend uitgebreid en verfraaid door de opeenvolgende keizers en vooral Justinianus heeft vele grootse bouwwerken opgericht. De stad was een van de grootste en schitterendste steden ter wereld gedurende de late oudheid en de vroege- en hoge middeleeuwen. Omstreeks 500 telde de stad ongeveer 500.000 inwoners, maar tijdens de verschrikkelijke Pest van Justinianus in 542 verloren circa 230.000 mensen het leven. Later trad er weer een herstel op, maar het is twijfelachtig of het aantal van 500.000 inwoners weer werd gehaald.

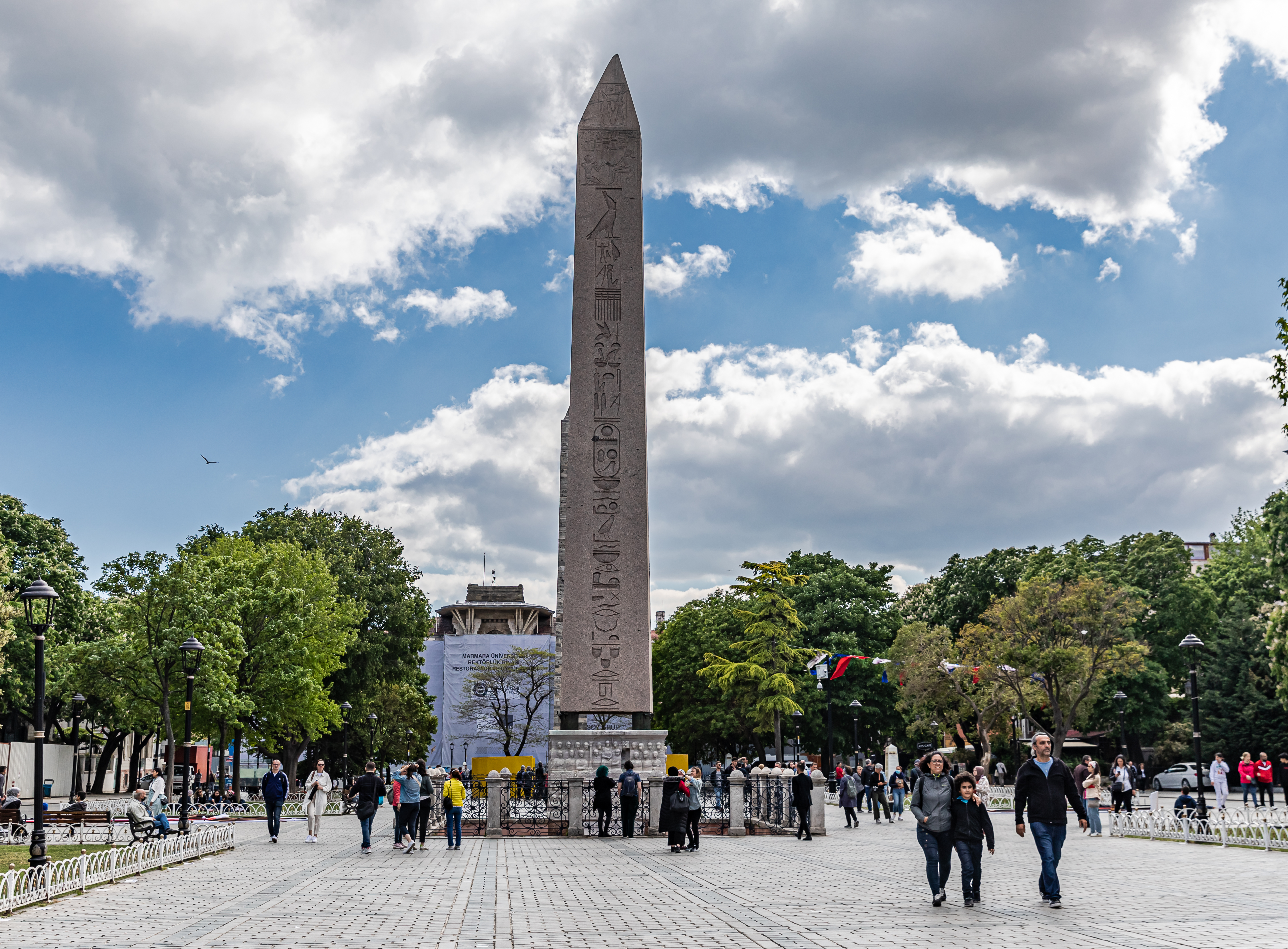
Het Hippodroom, in het verleden soms het toneel van hevige supportersrellen zoals het Nika-oproer, is nu een rustig plein

Maar ook met 300.000 inwoners, of iets meer, zou Constantinopel, door de Griekssprekende Byzantijnen ook wel I Polis ("De Stad") genoemd, eeuwenlang de grootste stad van Europa zijn. Het culturele leven van het Byzantijnse Rijk was voor een zeer groot deel in de hoofdstad geconcentreerd. Talrijke merendeels rijke kloosters waren in de stad gevestigd en het hoofd van de oosterse kerk had er zijn zetel. De Griekse taal had sinds de 7de eeuw volledig de overhand gekregen op het Latijn, toen ook het hof het Grieks als officiële taal ging gebruiken. Een in ere gehouden Romeinse traditie waren nog de luxueuze badhuizen (thermen) waar men zich kon ontspannen. In Constantinopel was ook de zogenaamde Universiteit van Constantinopel gevestigd, in de 5de eeuw gesticht door Theodosius II, die waarschijnlijk voortbouwde op de oudere Atheense filosofenschool. Volgens sommige historici zou de bij deze universiteit behorende bibliotheek een groot deel van de Bibliotheek van Alexandrië hebben bewaard. De bevolking was vroom orthodox-christelijk, op het fanatieke af. Behalve om dogmatische geschillen konden de gemoederen ook hoog oplopen om de paardenraces in het grote Hippodroom van de stad, waar de fans van de "Groenen" en de "Blauwen" (twee concurrerende teams van wagenmenners die oorspronkelijk uit Rome afkomstig waren) vaak bloedig met elkaar op de vuist gingen.

Het Europese fort, gebouwd voor de inname van Constantinopel

In 1204 werd deze bloeiende stad echter ingenomen door de kruisvaarders van de Vierde Kruistocht en werd ze door hen grondig geplunderd. De meeste in eeuwen verzamelde schatten, waarvan vele nog uit het keizerlijke Rome afkomstig waren, werden naar West-Europa versleept, vernietigd of omgesmolten. De meeste kostbaarheden gingen naar Venetië waar ze heden nog te zien zijn. De Venetianen waren trouwens ook de initiatiefnemers voor deze plundertocht want ze wilden deze gelegenheid aangrijpen om de handelsconcurrentie van Constantinopel uit te schakelen. De Venetianen hadden aangeboden de kruisvaarders naar het Midden-Oosten te vervoeren met hun handelsvloot en Constantinopel als 'tussenstop' te gebruiken. Eenmaal ontscheept bij de stad wist de meegereisde Doge van Venetië de Europese ridders over te halen om de 'ketterse' Byzantijnen aan te vallen. Hoogstwaarschijnlijk was dit dan ook een vooropgezet voornemen geweest van de Venetianen. Over het hervatten van het oorspronkelijke doel van de kruistocht (de bevrijding van Jeruzalem van de moslims) werd niet meer gesproken. De stad bleef in Latijnse handen tot 1261 waarna de Grieken erin slaagden de stad weer te heroveren. Sinds de plundering was de stad flink verarmd en slaagde ze er ook niet meer in om de handelsroutes rond de Zwarte Zee te beheersen, waar vroeger haar grootste inkomsten vandaan kwamen. Hiermee begon het verval en er werd niet veel meer gebouwd en hele wijken raakten zelfs verlaten. De gebouwen werden als steengroeve gebruikt. Het gevolg van deze situatie was dat veel Byzantijnse intellectuelen en kunstenaars naar het steeds welvarender wordende Europa trokken (met name Italië). Ze maakten met hun kennis van de klassieke oudheid mede de renaissance mogelijk.

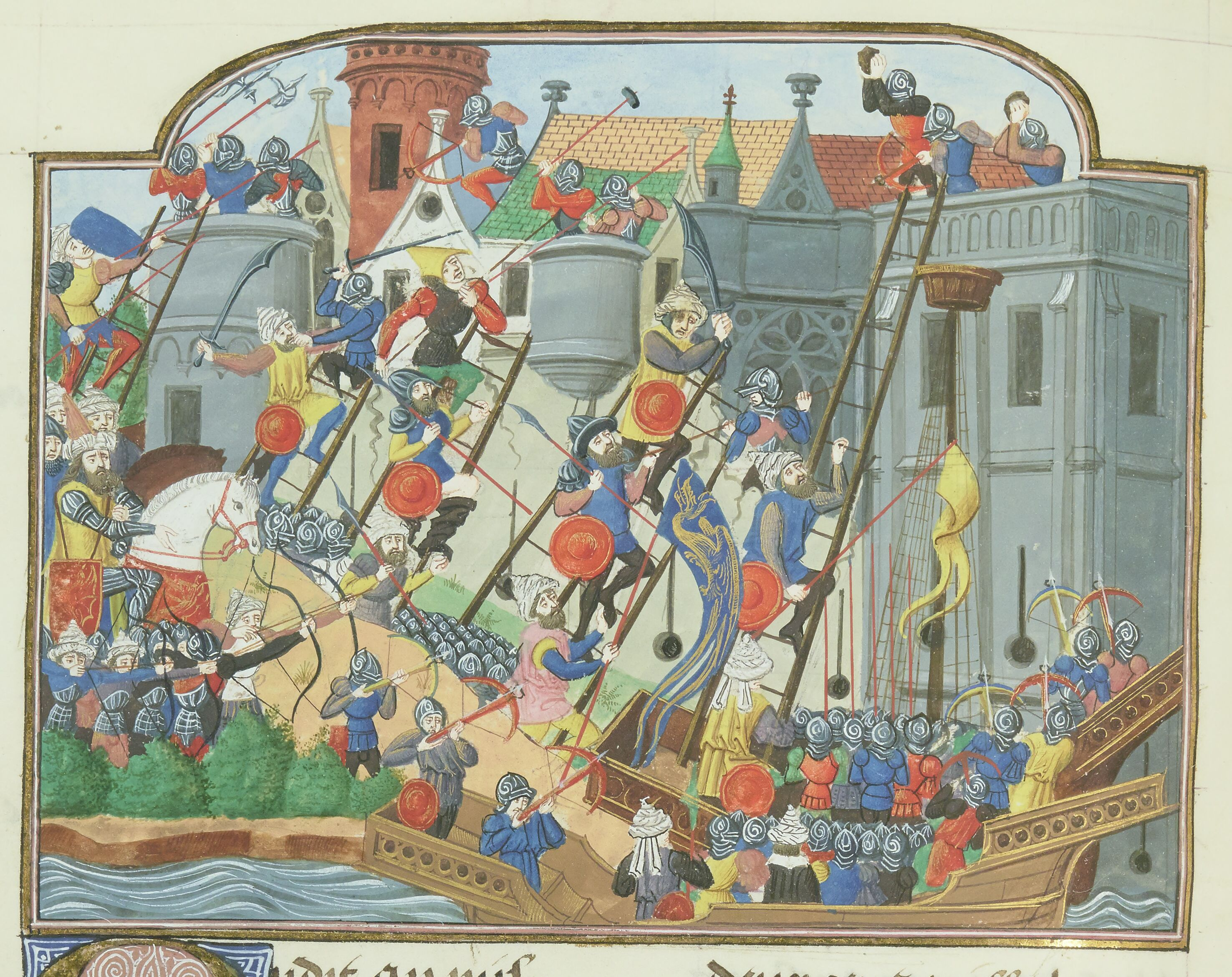
De val van Constantinopel (1453) door Jean Chartier

De stad viel op 29 mei 1453, wat tevens het einde van het Byzantijnse Rijk betekende. De stad werd ingenomen door de Ottomaanse sultan Mehmed II, een gebeurtenis die soms wel wordt beschouwd als het einde van de middeleeuwen. De val van Constantinopel bracht een vluchtelingenstroom van intellectuelen op gang naar West-Europa, vooral Italië. Deze wordt gezien als een belangrijke factor in de ontwikkeling van de renaissance.

### Ottomaanse tijd
Sultan Mehmed II maakte de veroverde stad meteen tot hoofdstad van het Ottomaanse Rijk (de ligging bleef strategisch, ondanks het verval van de laatste eeuwen) en de stad leefde onmiddellijk op door het grootse bouwprogramma van de nieuwe heersers. De Hagia Sophia, de oude Byzantijnse kathedraal van de stad, werd verbouwd tot moskee. Ook verrezen er al snel nieuwe moskeeën zoals de blauwe moskee. Tevens werden de vervallen Byzantijnse paleizen hersteld en verrees het nieuwe Topkapıpaleis dat de hoofdzetel van de Ottomaanse Sultans werd. De bevolking nam toe en de handel trok weer aan.
Tegen 1600 werd het ruim duizend jaar tevoren gehaalde bevolkingsmaximum van een half miljoen weer gehaald, en zelfs iets overschreden (ca. 600.000). Het was nu een in etnisch en religieus opzicht heel gemengde stad geworden. De meerderheid van de bevolking (ca. 60%) was moslim en sprak Turks, maar er was ook een Griekse bevolkingsgroep (ca. 25%), die orthodox-christelijk was. Opmerkelijk genoeg hadden de Grieken nog steeds het grootste deel van de handel in handen. De resterende bevolking bestond grotendeels uit Joden en Armeniërs, maar in de wijk Sulukule had ook een flinke groep Roma zich gevestigd. Het Ottomaanse Rijk breidde zich gestaag uit totdat het rond 1750 het Midden-Oosten omvatte, het grootste deel van Noord-Afrika, de Balkan en het gebied rond de Zwarte Zee, wat opmerkelijk genoeg ongeveer hetzelfde gebied was dat het Byzantijnse Rijk omvatte op zijn hoogtepunt in de 6de eeuw. Op het eind van de 18e eeuw en gedurende de 19e eeuw onderging het Rijk een proces van degeneratie en verval, onder andere Griekenland en Egypte wisten zich zelfstandig te maken, en bleef het alleen overeind doordat de Europese machten het elkaar niet gunden om de definitieve genadeslag te geven aan de 'zieke man van Europa'.

### Turkse tijd
De uiteindelijke val van het Ottomaanse Rijk was een dramatische affaire. Het Rijk behoorde tot de verliezers van de Eerste Wereldoorlog en verloor al zijn "buitengewesten", waaronder Syrië, Palestina en Irak. Bovendien was het land terechtgekomen in een oorlog met de Grieken. Toen deze laatsten in 1922 verslagen werden, kreeg de Griekse minderheid in Turkije het zwaar te verduren. In 1923, toen het moderne Turkije werd gesticht, werd de hoofdstad verplaatst naar Ankara. In 1923 en 1924 kwam het tot een grootscheepse bevolkingsuitwisseling tussen Turkije en Griekenland waarbij de meeste Grieken (en onder anderen ook Armeniërs) gedwongen Istanbul verlieten. Constantinopel begon toen zijn kosmopolitische, multiculturele karakter te verliezen. In 1930 werd de naam officieel gewijzigd in Istanbul.
In 1955 vond een tegen Grieken gerichte pogrom plaats, waarbij tussen de 13 en 30 doden vielen en ongeveer 200 vrouwen werden verkracht. Tientallen winkels werden gedurende twee dagen geplunderd en kerken werden in brand gestoken. De rellen braken uit na het valse nieuws dat het huis van Ataturk in Thessaloniki zou zijn opgeblazen door een Griekse extremist. Na de rellen vertrokken de meeste Grieken uit de stad, op een kleine gemeenschap op de Prinseneilanden en in enkele Aziatische wijken na. In deze tijd had de stad iets meer dan 1.000.000 inwoners. Door de immigratie van veel boerengezinnen uit het platteland van Anatolië is de stad sindsdien enorm gegroeid. Istanbul telt nu ruim 14 miljoen inwoners (18,9 miljoen inclusief alle districten).

## Geografie

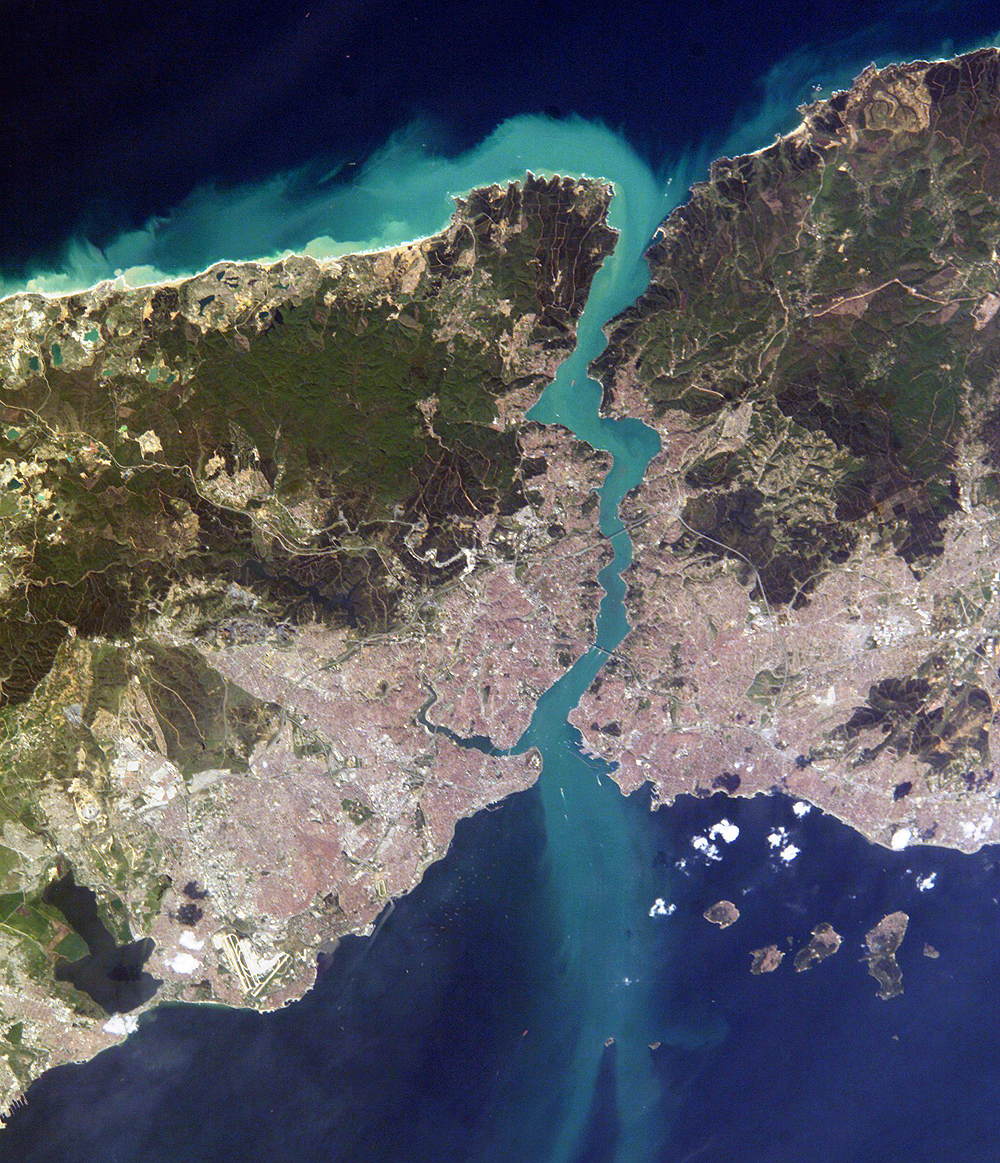
Satellietbeeld van Istanbul en de Bosporus met rechtsonder de Prinseneilanden

### Ligging
Istanbul heeft een zeer strategische ligging. Ze ligt in het westen van het land, deels in Europa en deels in Azië en is daarmee een van de weinige steden ter wereld die op twee continenten ligt. De Bosporus, die Europa van Azië scheidt, loopt door Istanbul heen en komt in het zuiden in de Zee van Marmara en in het noorden in de Zwarte Zee uit. Drie bruggen en twee tunnels over en onder de Bosporus verbinden Europa met Azië.
Istanbul ligt in het gebied waar de Euraziatische plaat botst met de Afrikaanse plaat. Het gevolg zijn vele aardbevingen. De laatste was in 1999. Door de gebrekkige controle op de woningbouw, waarbij eigenlijk verplichte veiligheidsmaatregelen tegen aardbevingen dikwijls niet ten uitvoer worden gebracht, had dat vele duizenden doden tot gevolg wegens instorting van ondeugdelijke gebouwen.

### Klimaat
Istanbul ligt in de gematigde klimaatzone en heeft een zeeklimaat met invloeden van landklimaat en het mediterraan klimaat. Er is het hele jaar door, zowel in zomer als winter, regelmatige regenval met in de winter de meeste neerslag. In de morgen hangt er dikwijls mist vanuit de Bosporus en 's zomers is het soms drukkend warm door de hoge luchtvochtigheid. In de winter valt er vrij vaak sneeuw maar die blijft meestal maar een enkele dag liggen. Door het bergachtige gebied in en om de stad zijn er veel microklimaten. De temperatuur kan variëren van 35 graden 's zomers tot een (zeldzame) −10 graden in de winter.
De Prinseneilanden voor de kust van het Aziatische gedeelte zijn het enige gebied in Istanbul met een mediterraan klimaat, 's zomers resideert er dan ook een veelvoud van het aantal permanente inwoners, waaronder veel stedelingen die op de eilanden een buitenverblijf hebben.
| Maand                                                                                               | jan   | feb   | mrt  | apr  | mei  | jun  | jul  | aug  | sep  | okt  | nov   | dec   | Jaar  |
| --------------------------------------------------------------------------------------------------- | ----- | ----- | ---- | ---- | ---- | ---- | ---- | ---- | ---- | ---- | ----- | ----- | ----- |
| Hoogste maximum (°C)                                                                                | 18,3  | 24,0  | 26,2 | 32,9 | 33,0 | 40,2 | 40,5 | 38,8 | 33,6 | 34,2 | 27,2  | 21,2  | 40,5  |
| Gemiddeld maximum (°C)                                                                              | 8,7   | 9,1   | 11,2 | 16,5 | 21,4 | 26,0 | 28,4 | 28,5 | 25,0 | 21,1 | 15,3  | 11,1  | 18,4  |
| Gemiddelde temperatuur (°C)                                                                         | 5,8   | 5,9   | 7,6  | 12,1 | 16,7 | 21,0 | 23,4 | 23,6 | 20,2 | 16,0 | 11,9  | 8,2   | 14,3  |
| Gemiddeld minimum (°C)                                                                              | 2,9   | 2,8   | 3,9  | 7,7  | 12,0 | 16,0 | 18,5 | 18,7 | 15,5 | 12,0 | 8,5   | 5,3   | 10,3  |
| Laagste minimum (°C)                                                                                | −10,4 | −16,1 | −7   | −0,6 | 3,6  | 8,0  | 10,5 | 8,2  | 5,2  | 1,0  | −4,0  | −9,4  | −16,1 |
| |       |       |      |      |      |      |      |      |      |      |       |       |       |
| Neerslag (mm)                                                                                       | 98,4  | 80,2  | 69,9 | 45,8 | 36,1 | 34,0 | 38,8 | 47,8 | 61,4 | 96,9 | 110,7 | 123,9 | 843,9 |
| Bron: DMI: neerslaggemiddelden (1970-2009), WMO: temperatuurgemiddelden en BBC: temperatuurextremen |       |       |      |      |      |      |      |      |      |      |       |       |       |

### Districten
De Gouden Hoorn en de Bosporus splitsen de stad in feite in drie delen, twee op het Europese continent en één op het Aziatische. Van de twee Europese delen bevat de westelijke helft de oude stad (Constantinopel). Deze is onderverdeeld in de districten Fatih en Eminönü. Verder ten westen en ten noorden hiervan bevinden zich de districten Eyüp, Bayrampaşa, Gaziosmanpaşa, Esenler, Bağcılar, Güngören, Zeytinburnu, Bahçelievler, Bakırköy, Avcılar en Küçükçekmece.
Het gedeelte van de stad oostelijk van de Gouden Hoorn was waar in de Osmaanse tijd de door Venetiaanse handelaren bewoonde wijk Galata lag. Dit is tegenwoordig ingedeeld in het district Beyoğlu. Verder ten noorden en oosten hiervan liggen de districten Şişli, Kağıthane, Sarıyer en Beşiktaş.
In het Aziatische deel van de stad, ten slotte, bevinden zich de districten Üsküdar, Kadıköy, Beykoz, Ümraniye, Maltepe, Kartal, Pendik, Sultanbeyli en Tuzla.
Adalar is een apart district dat de Prinseneilanden bevat.

### Aziatisch Istanbul
Op de Aziatische flank van de Bosporus liggen een reeks oude vissersdorpjes die zijn uitgegroeid tot wijken van de grootstad. Met name de val van Constantinopel leidde tot een bevolkingstoename in het gebied langs de kust van Üsküdar tot Kadıköy. Vanaf de 18e eeuw groeiden de andere vissersdorpjes ook in formaat, door de komst van onder anderen Armeense en Joodse handelaren. Tot de 2e helft van de 20e eeuw bleef dit deel van Aziatisch Istanbul het meest stedelijk. Pas na die tijd ontwikkelden zich achter de beboste hellingen, uit het zicht van de Bosporus, diverse satellietsteden die elk ruim 1 miljoen inwoners tellen. De beboste hellingen rond de voormalige dorpjes Çengelköy, Kuzguncuk en Vaniköy zijn beschermd en hebben vergeleken met de Europese wijken aan de overkant van de Bosporus erg veel parken en groentetuinen.

## Cultuur
In 2010 was Istanbul een van de drie Culturele hoofdsteden van Europa.

### Religie
Istanbul is een belangrijke stad in het christendom en de islam. Het is tevens de standplaats van de Oecumenisch Patriarch. Onder Byzantijns bestuur waren andere godsdiensten dan de Grieks-orthodoxe verboden, zo ook de Armeens-Apostolische Kerk en het jodendom. Dit veranderde nadat de stad was ingenomen door achtereenvolgens de katholieke kruisvaarders en de islamitische Turken. Als metropool in Ottomaanse tijden kende de stad een bloei in haar christelijke, islamitische en joodse gemeenschap. Dit is sinds de 20e eeuw enigszins veranderd. Bevolkingsuitwisselingen met Griekenland en het vertrek van Joodse inwoners naar Israël, alsmede de komst van grote groepen Turken en Koerden naar de stad, leidde tot een meer religieus homogene stad. In de tweede helft van de vorige eeuw was tevens sprake van een secularisatie van de Turkse samenleving, met name in steden zoals Istanbul. De religiositeit verschilt enorm per wijk; aangenomen wordt dat de meest orthodoxe de wijk Fatih is, waar gezichtsbedekkende kleding niet uitzonderlijk is.

### Bezienswaardigheden
- Enkele tientallen kerkgebouwen, waaronder de Hagia Sophia, de Hagia Irene, de Pammakaristoskerk en de Chorakerk, thans musea, en actieve kerken zoals de Sint-Antoniuskathedraal
- Enkele tientallen synagogen, waaronder de Neve Shalom-synagoge en de Asjkenazi-synagoge
- Honderden moskeeën waarvan de beroemdste: de Süleymaniye-moskee, Sultan Ahmetmoskee, Sokollu Pasamoskee, Eyüp Sultan-moskee, Nieuwe moskee, Fatih-moskee.
- Het Topkapıpaleis, dat tegenwoordig ook enkele musea huisvest.
- Het Dolmabahçepaleis, dat de 19e-eeuwse sultans van de westerse faciliteiten moest voorzien.
- De Grote Bazaar van Istanbul, een van de eerste en grootste overdekte winkelcentra in de wereld.
- De Kruidenbazaar naast de Nieuwe Moskee en de dierenmarkt; in de nabijheid van de Galatabrug.
- De Galatatoren biedt uitzicht over het oude gedeelte van de stad.
- De Caferağa Madrassa, een voormalige school naast de Hagia Sophia, nu een cultureel-toeristisch centrum voor handnijverheid.
- De Muren van Constantinopel.
- De Gouden Poort, het fort bij de oude stadspoort.
- Het Kasteel van Roemelië, een fort aan de Bosporus dat werd gebouwd door de Turken vlak voor de inname van de stad, recht tegenover het oudere en kleinere Kasteel van Anatolië.
- Het ruïnes van het Boukoleon-paleis, het oude keizerlijke paleis van de Byzantijnen.
- Het Hippodroom van Constantinopel, een park in de vorm van het oude hippodroom met enkele gedenkpilaren.
- Het Aquaduct van Valens dat dwars over de Ataturk Avenue loopt.
- İstiklal Caddesi, de belangrijkste winkel- en uitgaansstraat in het Europese Istanbul.
- Kız Kulesi, De maagdentoren op een eiland in de Bosporus.
- Ortaköy, Beşiktaş, Kadıköy, Beylerbeyi en Moda. Deze oude dorpskernen zijn minder druk en toeristisch. Echter kan men juist hier nog bijzonder veel bouwwerken zoals moskeeën en kerken uit de 18e en 19e eeuw vinden, waaronder de barokke Ortaköy-moskee.
- Twee bruggen verbinden de Europese en Aziatische delen van de stad: de Bosporusbrug en de Fatih Sultan Mehmetbrug, genoemd naar Mehmet de Veroveraar.
- Over de Bosporus kan men een boottocht maken.
- De Tünel, de eerste ondergrondse spoorweg op het Europese continent.
- De Prinseneilanden, negen autoloze eilanden in de Zee van Marmara, waarvan er vier bezocht kunnen worden per boot. Op de eilanden zijn veel traditionele houten Turkse huizen te bezichtigen.
- De Basilica Cisterne, de Cisterne van Philoxenos en de Cisterne van Theodosius, enkele Byzantijnse ondergrondse wateropslagplaatsen.
- Taksimplein, een groot centraal plein aan het hoge eind van de İstiklal Caddesi, met onder andere een standbeeld voor Ataturk en de republiek.

### Culturele centra
- Cultureel centrum Ataturk (Atatürk Kültür Merkezi), een na grootschalige herbouw een in 2021 heropend cultureel centrum aan het Taksimplein.
- Santralİstanbul, een cultureel centrum met onder andere een museum voor moderne kunst en een energiemuseum

### Musea
- Historische musea
  - Archeologisch museum van Istanbul
  - Joods museum van Turkije (Türk musevileri müzesi), gehuisvest in de Zulfaris-synagoge
  - Atatürk Museum, een oud huis van de Turkse leider (Mustafa Kemal Atatürk) in Şişli
  - Florence Nightingale Museum, gehuisvest in de Selimiye legerbarakken
  - Istanbul Speelgoedmuseum (İstanbul Oyuncak Müzesi)
  - Adam Mickiewicz Museum in het huis van de beroemde Poolse dichter Adam Mickiewicz
  - Het Museum van de Onschuld (Masumiyet Müzesi), ingericht door schrijver Orhan Pamuk naar het gelijknamige boek
- Kunstmusea
  - İstanbul Modern
  - Museum voor Turkse en Islamitische Kunst
  - Elgiz Museum, museum voor moderne kunst
  - Doğançay Museum, het eerste museum voor moderne kunst in Istanbul
  - Pera Museum, een museum gewijd aan oriëntalistische kunst
  - Sakıp Sabancı Museum, met een internationale collectie van 19e- en 20e-eeuwse kunst
  - Istanbul Cinema-museum, met onder andere de grootste cinematografische bibliotheek van Turkije
  - Istanbul Mozaïekmuseum (Büyük Saray Mozaikleri Müzesi)
  - SALT, een tentoonstellingsinstituut voor kunst en creatieve wetenschap. Het heeft meerdere branches, zowel in Istanbul als in andere Turkse steden.
- Musea voor populaire wetenschap
  - Museum van de geschiedenis van Wetenschap en Techniek in de Islam
  - ITU Science Center, van de Technische Universiteit van Istanbul om kinderen in contact te brengen met wetenschap
  - Rahmi M. Koç Museum, een museum over de geschiedenis van industrie in Turkije
  - Scheepvaartmuseum (Deniz Müzesi)
  - Istanbul Luchtvaartmuseum (İstanbul Hava Kuvvetleri Müzesi)
  - Militair museum (Harbiye Askeri Müze)
  - İstanbul Akvaryum, een van de grootste aquaria ter wereld
  - TurkuaZoo, een ander groot aquarium waar ook onderzoek wordt gedaan

### Andere attracties
- Miniatürk, miniatuurpark met miniaturen van bekende gebouwen uit heel Turkije.

### Culturele evenementen
- Biënnale van Istanbul, een twee-jaarlijkse biënnale (sep-nov)
- Designbiënnale van Istanbul, een jaarlijkse biënnale
- Contemporary İstanbul, de grootste jaarlijkse kunstbeurs van Turkije
- International Istanbul Film Festival, het oudste filmfestival van Turkije
- !f Istanbul, een festival voor internationale onafhankelijke films en het enige in Turkije met een speciale lgbt-sectie
- Istanbul International Music Festival
- Istanbul International Jazz Festival
- Baklahorani, het Griekse Carnaval op de dag voor vastenavond
- İstanbul Pride, de grootste gay pride van Oost-Europa
- Istanbul Shopping Fest

### Sport
De drie grootste Turkse voetbalclubs, Beşiktaş, Fenerbahçe en Galatasaray, komen uit Istanbul. Buiten de grote drie heeft de stad ook nog Istanbul Başakşehir, Fatih Karagümrük en Kasımpaşa SK vertegenwoordigd in de hoogste klasse en voorheen ook Istanbulspor. In het Atatürk Olympisch Stadion werd de UEFA Champions League Finale 04/05 gespeeld tussen AC Milan en winnaar Liverpool FC. Ook de finale van het Champions League seizoen 2020/2021 werd hier gespeeld tussen Manchester City FC en winnaar Chelsea FC. Oorspronkelijk was het station aangewezen voor de finale een jaar eerder, maar door de coronapandemie verschoof de finaleplaats met een seizoen. In het seizoen van 2008-2009 werd de UEFA Cupfinale in het Şükrü Saracoğlustadion van Fenerbahçe gehouden.

## Universiteiten
Er zijn diverse universiteiten in de stad gevestigd:
- Universiteit van Istanbul (gesticht in 1453, hoewel in feite een voortzetting van de Universiteit van Constantinopel, gesticht in 425)
- Technische Universiteit Istanbul (gesticht in 1773)
- Boğaziçi Universiteit
- Bilgi-universiteit
- Koç-universiteit
- Mimar Sinan-universiteit
- Marmara-universiteit
- Galatasaray-universiteit
- Fenerbahçe-universiteit
- Doğuş-universiteit
- Sabancı-universiteit
- Yeditepe-universiteit
- Technische Universiteit Yıldız
- Kadir Has-universiteit
- Beykent-universiteit

## Vervoer

### Openbaar vervoer
Het openbaar vervoer in Istanbul is in volle expansie: het metronet, dat maar in 2000 werd ingehuldigd, bestaat eind 2016 uit vijf metrolijnen in gebruik en vier in aanbouw. Van groot belang zijn daarnaast de twee HOV-verbindingen tussen de twee continenten: de Marmaray-treinen die door een eigen tunnel gaan en de Metrobüs die over de Bosporusbrug gaat.

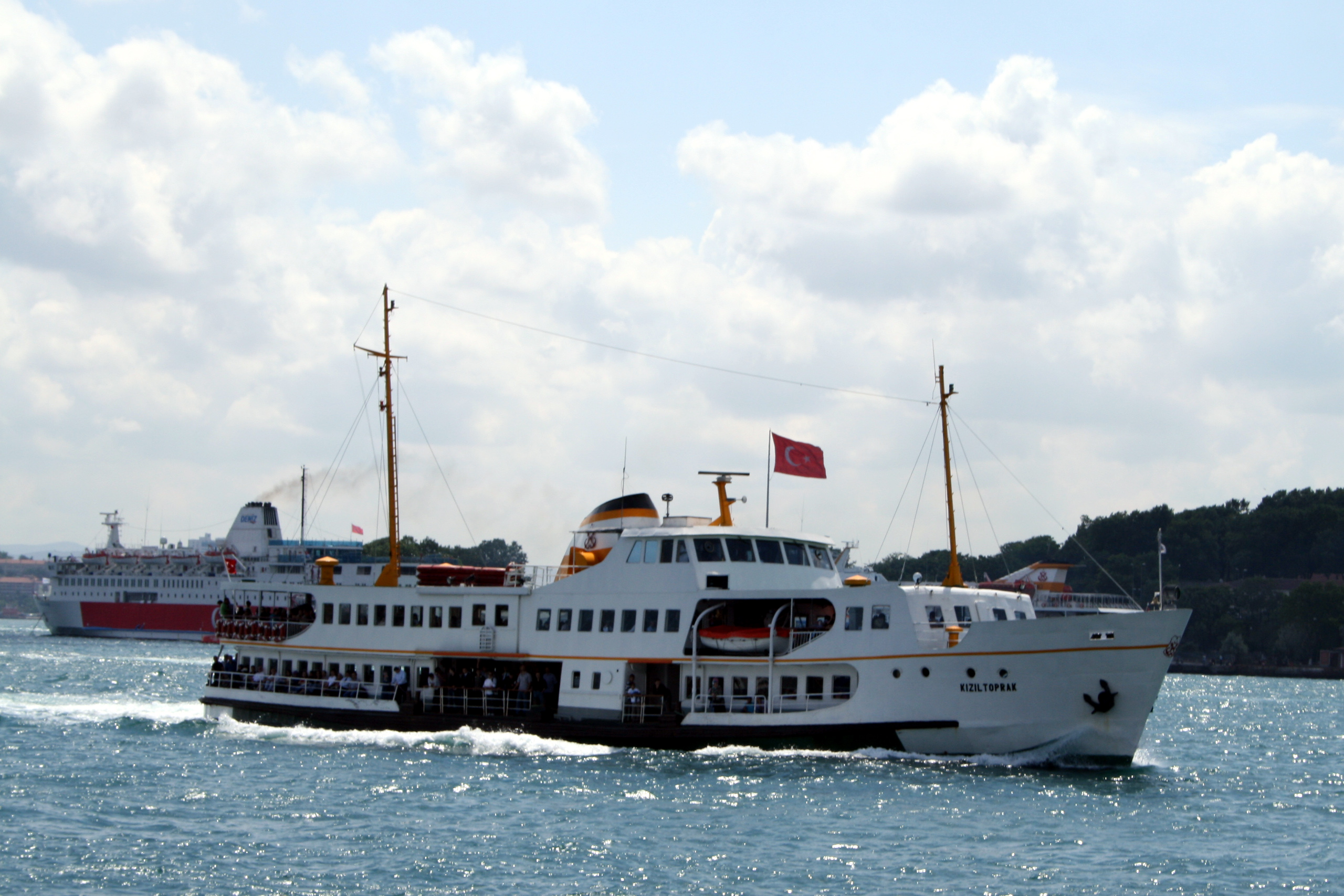
Vapur bedient beide oevers van de Bosporus.

Vervoer over water speelt in Istanbul nog steeds een grote, maar toch afnemende rol. De Bosporus is een drukke doorvaartroute voor de scheepvaart, maar ook de veerverbinding tussen de Europese en Aziatische zijde is van belang voor forensen die in het Aziatische deel wonen, maar aan de Europese kant van de Bosporus werken. Steeds vaker wordt die rol echter overgenomen door de toenemende vaste oeververbindingen.
Istanbul wordt verder onder meer bediend door twee ondergrondse kabelspoorwegen, waaronder de Tünel, geopend in 1875 en daarmee de tweede ondergrondse spoorweg ter wereld. Verder zijn er nostalgische en moderne trams en een lightrail.
Voor de opening van de Marmaray kende Istanbul twee belangrijke spoorwegstations: het station Haydarpaşa, dat de stad richting het oosten met grote delen van Turkije verbond, en het station Sirkeci, dat het grootste station in het Europese deel van Istanbul was en ooit geopend werd als eindpunt van de beroemde Oriënt-Express. Beide stations zijn door de Marmaray echter afgesneden van het Turkse spoorwegnet en het is onduidelijk of deze monumentaal stations weer zullen worden heropend. Doorgaande treinreizigers gebruiken immers de spoortunnel en hoeven niet meer de veerpont te nemen zoals vroeger.
Tijdelijk is ook station Pendik van groot belang; dat is immers het voorlopige eindpunt van de hogesnelheidslijn Istanbul-Ankara. Na verloop van tijd moet de Marmaray echter Pendik bereiken en moet de hogesnelheidslijn weer dieper Istanbul in.

### Wegvervoer
Het autoverkeer in Istanbul is gestructureerd volgens de snelwegen O-1 (stadsring over de Bosporusbrug), O-2 (de wijdere ringweg over de Fatih Sultan Mehmetbrug), O-3 (de snelweg naar Europa via Edirne) en O-4 (de Anatoliësnelweg naar Ankara). De in 2016 geopende Yavuz Sultan Selimbrug gaat met de O-6 nog deel uitmaken van het snelwegnetwerk. De in hetzelfde jaar geopende Euraziëtunnel is geïntegreerd in het stedelijk wegennet.

### Luchtvaart

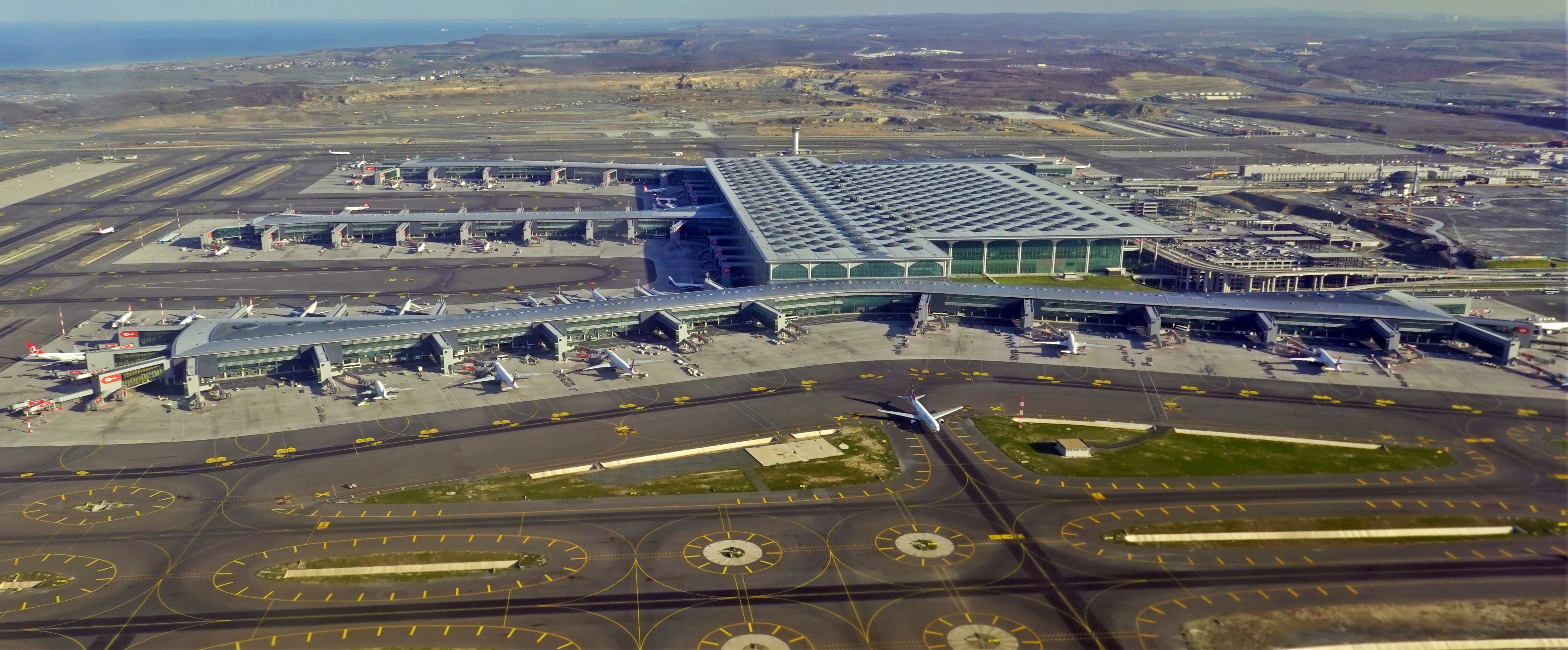
Hoofdgebouw van de luchthaven van Istanbul

Istanbul kende tot 2018 twee luchthavens: de internationale luchthaven Atatürk vlak bij het centrum en de luchthaven Istanbul Sabiha Gökçen in het Aziatische district Pendik. In het noorden, vlak bij de derde brug over de Bosporus, opende dat jaar Istanbul Airport, met de ambitie de grootste ter wereld te worden. De luchthaven nam vanaf 6 april 2019 alle passagiersvluchten van en naar Istanbul verzorgd door Turkish Airlines van de twee andere luchthavens over, en groeide in 2019 verder om zo de passagiersvluchten op Ataturk volledig te vervangen en de vluchten op Sabiha Gökçen te verlichten. Sinds de overgang in 2019 bleef de luchthaven Atatürk wel nog cargovluchten en VIP-transport afhandelen.

## Stedenbanden
| - Almaty (Kazachstan) - Amman (Jordanië) - Amsterdam (Nederland) - Athene (Griekenland) - Bakoe (Azerbeidzjan) - Barcelona (Spanje) - Berlijn (Duitsland), sinds 1988 - Beiroet (Libanon) - Boedapest (Hongarije) - Boekarest (Roemenië) - Buenos Aires (Argentinië) - Busan (Zuid-Korea) - Casablanca (Marokko) - Caïro (Egypte) - Constanța (Roemenië) - Constantine (Algerije) - Dubai (Verenigde Arabische Emiraten) - Durrës (Albanië) - Florence (Italië) - Havana (Cuba) - Ho Chi Minhstad (Vietnam) - Houston (Verenigde Staten) - Jakarta (Indonesië) - Jeddah (Saoedi-Arabië) - Johor Bahru (Maleisië) - Kabul (Afghanistan) - Kazan (Rusland) - Samarkand (Oezbekistan) | - Keulen (Duitsland), sinds 1997 - Khartoem (Soedan) - Lahore (Pakistan) - Merv (Turkmenistan) - Mexico-Stad (Mexico) - Nagasaki (Japan) - Odessa (Oekraïne) - Osj (Kirgizië) - Parijs (Frankrijk) - Plovdiv (Bulgarije) - Praag (Tsjechië) - Prizren (Kosovo) - Rabat (Marokko) - Rio de Janeiro (Brazilië) - Sarajevo (Bosnië en Herzegovina) - Shanghai (China) - Sint-Petersburg (Rusland) - Stockholm (Zweden) - Straatsburg (Frankrijk) - Skopje (Noord-Macedonië), sinds 2003 - Tabriz (Iran) - Tilburg (Nederland) - Tirana (Albanië) - Toronto (Canada) - Venetië (Italië), sinds 1993 - Warschau (Polen) - Xi'an (China) |